# Günther Tölg
Günther Tölg (* 5. Dezember 1929 in Mainz) ist ein deutscher Chemiker, der vor allem in der Analytischen Chemie, im Bereich der Reinstoff-Forschung und der Ultraspurenanalytik geforscht hat. Tölg war Direktor am Max-Planck-Institut für Metallforschung und unter anderem Direktor des Instituts für Spektrochemie und Angewandte Spektroskopie an der Universität Dortmund, dem heutigen Leibniz-Institut für Analytische Wissenschaften.

## Leben
Günther Tölg wurde 1958 an der damaligen TH Stuttgart, wo er Chemie studierte und Diplom-Chemiker wurde, mit der Arbeit Beiträge zur mikrochemischen Glasanalyse promoviert und habilitierte sich dort 1965 über Beiträge zur Ultramikro- und Spurenanalyse organischer Stoffe. Er baute ab 1967 beim damals neu gegründeten Institut für Reinstoff-Forschung in Stuttgart die Analytische Chemie auf. Im Jahr 1970 wurde er zum Wissenschaftlichen Mitglied der Max-Planck-Gesellschaft auf einen Direktorenposten am MPI für Metallforschung ebenfalls in Stuttgart berufen. Im Jahr 1981 übernahm er zugleich eine Professur an der Universität Dortmund, die mit der Leitung des Instituts für Spektrochemie und Angewandte Spektroskopie verbunden war. Zudem war er Honorar-Professor an der Universität Tübingen. Am MPI für Metallforschung in Stuttgart war er bis zu seiner Emeritierung im Jahr 1994 Direktor.
Tölg hatte geheiratet und hat ein Kind.

## Wissenschaftliche Arbeiten
Tölg hat rund 300 wissenschaftliche Arbeiten veröffentlicht und mehrere Patente angemeldet. Besondere Forschungsschwerpunkte bildeten die Spurenanalyse (Ultramikroanalyse) von Elementen und die analytische Charakterisierung von Reinstmetallen, Halbleitern und Hochtemperaturkeramiken. Tölg entwickelte Verfahren zur besseren Bestimmung von Elementgehalten in verschiedenen Matrices. Dabei arbeitete er mit Werkstoffwissenschaftlern, Medizinern und Umweltforschern zusammen. Besonders interessiert hat ihn außerdem die Erforschung der Ursachen systematischer Fehler in der Analytik und ihre Minimierung. Nach der politischen Wende im Jahr 1989 förderte er erfolgreich die Analytische Chemie in den neuen Ländern – eine Arbeitsgruppe der ehemaligen Akademie der Wissenschaften der DDR wurde seinem Dortmunder Institut angegliedert. Der chemische Analytiker Karlheinz Ballschmiter war sein Doktorand.
Ein Behältnis zum Druckaufschluss von Proben für die chemische Analytik, das Günther Tölg 1974 in einer Veröffentlichung vorstellte, ist nach ihm Tölg-Bombe benannt.

## Veröffentlichungen (Auswahl)
- mit Gerhart Schwab: Beiträge zur Ultramikro- und Spurenanalyse organischer Stoffe. IV. Die Bestimmung des Chlorgehaltes schwerflüchtiger organischer Verbindungen mit 1 bis 10 μg Substanz. In: Fresenius’ Zeitschrift für analytische Chemie. Band 205, Januar 1964, S. 29–40.
- mit Rainer P. H. Garten: Große Angst vor kleinen Mengen – die Bedeutung der Analytischen Chemie in der modernen Industriegesellschaft am Beispiel der Spurenanalytik der Elemente. In: Angewandte Chemie. Band 97, 1985, S. 439–448, doi:10.1002/ange.19850970604.
- mit Irmgard Lorenz: Quecksilber – ein Problemelement für den Menschen? In: Chemie in unserer Zeit. 11, 1977, S. 150–156, doi:10.1002/ciuz.19770110504.
- Spurenanalyse der Elemente – Zahlenlotto oder exakte Wissenschaft? In: Die Naturwissenschaften. Band 63, 1976, S. 99–110 (im Druck hier als Günter Tölg)

## Preise und Auszeichnungen (Auswahl)
- 1980: Fritz-Pregl-Medaille[3]
- 1982: Fresenius-Preis der Gesellschaft Deutscher Chemiker
- 1993: Ehrendoktorwürde der Universität Hohenheim
- 1997: Bundesverdienstkreuz am Bande